# Distretto di Usquil
Il distretto di  Usquil è uno dei dieci distretti della provincia di Otuzco, in Perù. Si trova nella regione di La Libertad e si estende su una superficie di  445,82 chilometri quadrati.